# Max Staal
Max Staal var en dansk ishockeyleder.
Max Staal var med til at stifte Gladsaxe Skøjteløber-Forening i 1959 og var i mange år GSF's markante formand. Han gjorde sig især bemærket med kække, frække og offensive udmeldinger i pressen, og han var en af fortalerne for mere professionelle tilstande i dansk sport, som dengang var domineret af amatøridealerne. Han var hovedmanden bag GSF's storhedstid i dansk ishockey fra 1965 til 1977, hvor klubben vandt DM-medaljer tolv gange: fem guld, fire sølv og tre bronze.
Da ishockeyjournalisten Peter Fredberg efter 45 år som ishockeyreporter i 2015 gik på pension, blev han spurgt hvem, der havde gjort mest indtryk på ham i hans karriere, og i den forbindelse nævnte han "den tidligere Gladsaxe-formand, Max Staal", som han mente var "forud for sin tid og nøglen til Gladsaxes fem danske mesterskaber fra 1967-75." Den tidligere landsholdsspiller Kim Lohmann beskrev Staal som "en kæmpe entreprenør for hockeyen og dens professionalisering" og udtalte, at hans store engagement var med til at gøre Gladsaxe til en stor sportsby.
Efter sin formandstid fortsatte han med at følge klubben tæt og var bl.a. kritisk over for GSF's bestyrelse, da klubben kom i økonomiske problemer i 2000.
Han var æresmedlem i Gladsaxe Ishockey, hvis formand Henrik Klinkvort i forbindelse med Staals død mente, at han ikke var blevet honoreret efter fortjeneste. Ifølge Klinkvort havde Staal fortjent at blive optaget i Dansk ishockeys Hall of Fame men antydede samtidig, at Staal måske var blevet overset, da ikke alle så på ham med velvilje, fordi han var "et konkurrencemenneske, der ikke skyede nogen midler for at nå sine mål".
Max Staal boede sine sidste år på et plejehjem i Valby, indtil han i 2018 døde i en alder af 79 år.